# Singularité de Prandtl-Glauert
La singularité de Prandtl-Glauert est une singularité mathématique intervenant dans le calcul du coefficient de pression aérodynamique sur un corps élancé fait par Hermann Glauert. L'expression obtenue montre l'existence d'une indétermination lorsque le nombre de Mach vaut l'unité. Le problème est lié à l'utilisation de simplifications du calcul hors de leur champ de validité, l'expression étant valide dans le domaine des écoulements faiblement transsoniques, typiquement Mach < 0,8. Au-delà apparaissent des fortes détentes qui peuvent être matérialisées sur un avion, lorsque les conditions s'y prêtent, par un nuage de condensation de vapeur d'eau.

## Hypothèses, équations de l'écoulement
L'écoulement  est supposé descriptible par les équations de Navier-Stokes pour un écoulement faiblement compressible et irrotationnel d'un gaz parfait. Par suite la vitesse dérive d'un potentiel {\displaystyle \textstyle \phi } :
{\displaystyle {\vec {V}}=\nabla \phi }
Le corps est supposé élancé : {\displaystyle \textstyle \phi _{x}\approx V_{\infty }>>\phi _{y},\phi _{z}} partout.
L'équation de conservation de cette quantité s'écrit, :
{\displaystyle \beta ^{2}\phi _{xx}+\phi _{yy}+\phi _{zz}=0\,,\quad \beta ={\sqrt {1-M_{\infty }^{2}}}}
où {\displaystyle \textstyle \phi _{\alpha \alpha }} est la dérivée seconde par rapport à α et β le coefficient de Prandl-Glauert. Cette équation est obtenue par linéarisation des équations dans l'hypothèse :
{\displaystyle \beta ^{2}>>(\gamma -1)M_{\infty }^{2}{\frac {\phi _{x}}{V_{\infty }}}}
où γ est l'indice adiabatique.
Dans l'équation le terme en {\displaystyle \textstyle \beta ^{2}} représente l'effet de la compressibilité.
La vitesse à l'infini amont étant portée par l'axe x ainsi que la composante u de la vitesse, la condition d'entrée est :
{\displaystyle u_{\infty }=\phi _{x_{\infty }}=V_{\infty }\,,\quad v_{\infty }=\phi _{y_{\infty }}=0\quad \Rightarrow \quad \phi _{\infty }=V_{\infty }x}
Les conditions aux limites sur l'objet sont, en remplaçant {\displaystyle \textstyle \phi _{x}} par {\displaystyle \textstyle V_{\infty }} :
{\displaystyle V_{\infty }{\vec {n}}_{x}+\phi _{y}{\vec {n}}_{y}+\phi _{z}{\vec {n}}_{z}=0}
où {\displaystyle \textstyle {\vec {n}}} est la normale au corps.

## Résolution, transformation de Prandl-Glauert
Pour la résolution on utilise la transformation suivante, attribuée à Ernst Mach et Hermann Glauert :
{\displaystyle {\begin{aligned}{\bar {x}}&=x\\{\bar {y}}&=\beta y\\{\bar {z}}&=\beta z\\{\bar {\phi }}&=\beta ^{2}\phi \end{aligned}}}
Et par suite :
{\displaystyle {\begin{aligned}{\bar {n}}_{\bar {x}}&=\beta n_{x}\\{\bar {n}}_{\bar {y}}&=n_{y}\\{\bar {n}}_{\bar {z}}&=n_{z}\end{aligned}}}
L'équation de conservation devient une équation de Laplace :
{\displaystyle {\bar {\phi }}_{{\bar {x}}{\bar {x}}}+{\bar {\phi }}_{{\bar {y}}{\bar {y}}}+{\bar {\phi }}_{{\bar {z}}{\bar {z}}}=0}
et la condition aux limites est inchangée :
{\displaystyle V_{\infty }{\bar {n}}_{\bar {x}}+{\bar {\phi }}_{\bar {y}}{\bar {n}}_{\bar {y}}+{\bar {\phi }}_{\bar {z}}{\bar {n}}_{\bar {z}}=0}
L'équation est résolue par une méthode quelconque et l'on calcule le coefficient de pression transformé {\displaystyle \textstyle {\bar {C}}_{p}}. On remonte ensuite à l'expression dans le domaine physique en utilisant la règle de Göthert, :
{\displaystyle C_{p}=-2{\frac {\phi _{x}}{V_{\infty }}}=-{\frac {2}{\beta ^{2}}}{\frac {{\bar {\phi }}_{\bar {x}}}{V_{\infty }}}={\frac {1}{\beta ^{2}}}{\bar {C}}_{p}}
Cette expression illustre la singularité de Prandl-Glauert, en effet :
{\displaystyle \lim \limits _{M_{\infty }\to 1}C_{p}=\infty }